# Erhard Blankenburg

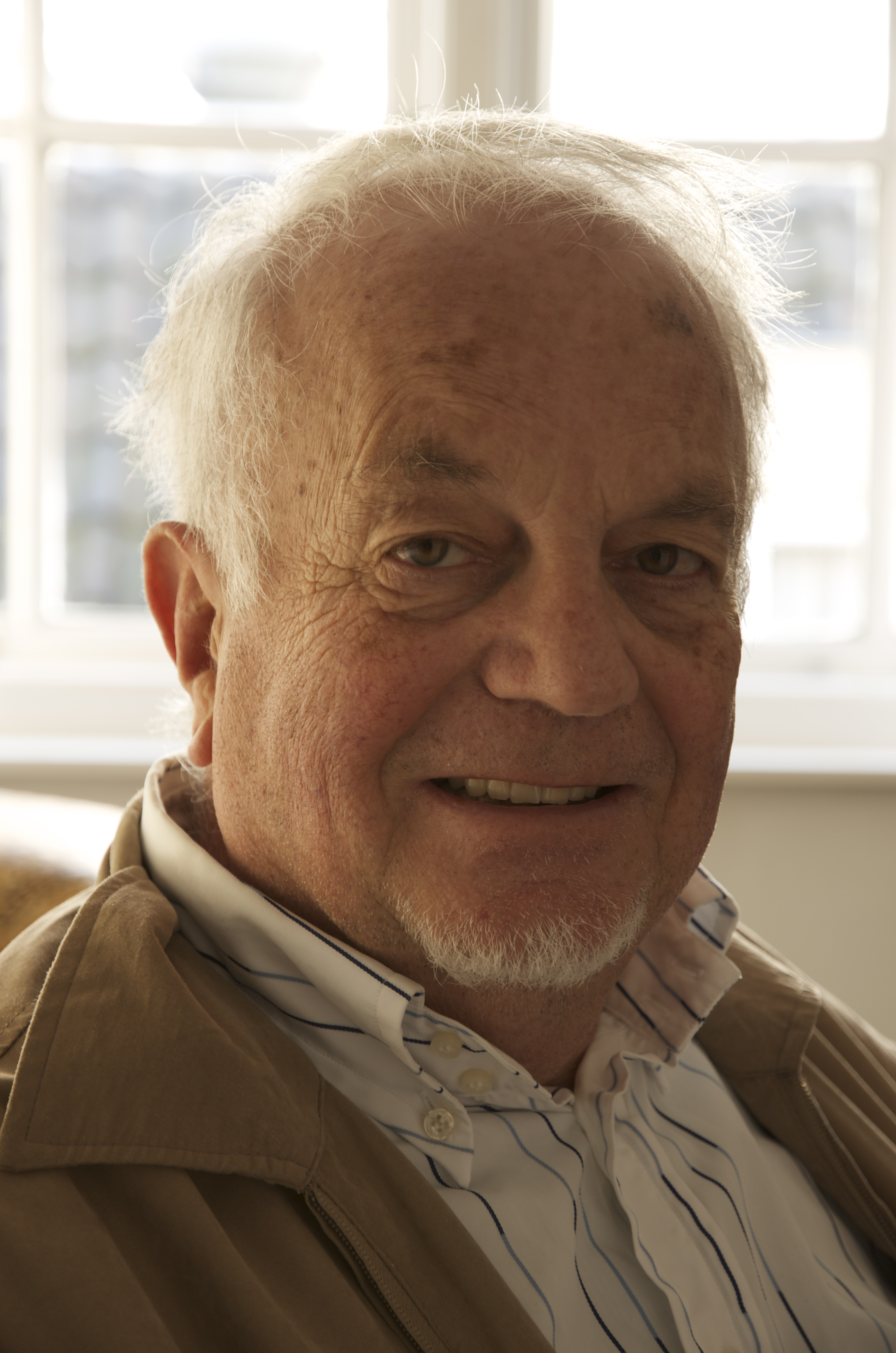
Erhard Blankenburg (2018)

Erhard Blankenburg (* 20. Oktober 1938 in Duisburg; † 28. März 2018 in Amsterdam) war ein deutscher Rechtssoziologe und Professor an der Freien Universität Amsterdam.

## Werdegang
Blankenburg belegte ein Studium der Philosophie, Soziologie und Germanistik an der Universität Freiburg und FU Berlin. Es folgten Graduate Studies und eine Tätigkeit als Forschungsassistent am Department of Sociology der University of Oregon. Ein Studium der Soziologie und Wirtschaftswissenschaft an der Universität Basel beendete er mit dem Abschluss Master of Arts 1965.
Seine Promotion zum Dr. phil. erfolgte an der Universität Basel 1966.
Als Assistent am Institut für Soziologie der Universität Freiburg arbeitete er von 1966 bis 1968.
Von 1969 bis 1971 war er Organisationsberater beim Quickborner Team, Hamburg. Danach arbeitete Blankenburg in Basel als Senior Projektleiter bei der Prognos in Basel. 1973/1974 war er wissenschaftlicher Mitarbeiter am Max-Planck-Institut für ausländisches und internationales Strafrecht in Freiburg. Die Habilitation für das Fach Soziologie erwarb er 1974 an der Universität Freiburg. Blankenburg war von 1975 bis 1980 Mitglied des Wissenschaftszentrums Berlin, Internationales Institut für Management und Verwaltung.
1980 bekam er einen Ruf auf den Lehrstuhl für Rechtssoziologie der Vrije Universiteit Amsterdam. Gemeinsam mit Wolfgang Kaupen spielte er eine wichtige Rolle bei der Neubegründung der Deutschen Rechtssoziologie in den 70er-Jahren (Raiser 1998), ebenso, mit Volkmar Gessner, bei der Gründung des International Institute for the Sociology of Law. Er gehörte auch zu den Initiatoren und zu den Gründungsherausgebern der Zeitschrift für Rechtssoziologie. Gemeinsam mit Bill Felstiner organisierte er 1991 in Amsterdam das erste gemeinsame Treffen der beiden bedeutenden Vereinigungen der Rechtssoziologie (LSA und RCSL). Seine Beschäftigung mit rechtssoziologischen Themen war ungewöhnlich breit, reichte von der Soziologie der Kriminalität über die des Staatsapparates bis zu der des Zivilrechts. Blankenburg war primär Empiriker und Methodiker (vgl. seine Empirische Rechtssoziologie). Seine wichtigsten Beiträge zur rechtssoziologischen Theorie betreffen die Begriffe der "Mobilisierung des Rechts" und der "Rechtskultur(en)". Vor allem aber wirkte er als Koordinator, Organisator und als Vermittler zwischen Wissenschaft und Praxis: "Er bemühte sich nicht, eine 'Schule' zu gründen, ihm fiel es leicht, in stets wechselnden Teams mit wechselnden Wissenschaftlern zusammenzuarbeiten. Wie kein anderer Rechtssoziologe vermochte er, erfolgreich Tagungen zu organisieren, kompetente Referenten zu gewinnen und die Veranstaltungen mit Autorität und zugleich locker zu leiten" (Theo Rasehorn 1998, 23).
Im Jahre 2005 erhielt er den Adam Podgórecki Preis des Research Committee on Sociology of Law. In einem Nachruf des Bochumer Rechtssoziologen Klaus F. Röhl wird Blankenburgs Bedeutung wie folgt eingeschätzt: „Keiner hat wie er die empirisch-krtiisch orientierte Rechtssoziologie im letzten Drittel des 20. Jahrhunderts in Deutschland und darüber hinaus geprägt“.

## Buchpublikationen (Auswahl)
- Kirchliche Bindung und Wahlverhalten – Die sozialen Faktoren bei der Wahlentscheidung – Nordrhein-Westfalen 1961–1966. Olten: Walter Verlag 1967 (urspr. Dissertation).
- (mit Johannes Feest): Die Definitionsmacht der Polizei. Strategien der Strafverfolgung und soziale Selektion. Düsseldorf: Bertelsmann Universitätsverlag 1972.
- (mit Hellmut Morasch u. a.) Tatsachen zur Reform der Zivilgerichtsbarkeit. J.C.B.Mohr:Tübingen 1974.
- (Hrsg.) Empirische Rechtssoziologie. Pieper: München 1975
- (mit Klaus Sessar, Wiebke Steffen): Die Staatsanwaltschaft im Prozess strafrechtlicher Sozialkontrolle. Duncker & Humblot: Berlin 1978.
- (Hrsg. mit Wolfgang Kaupen): Rechtsbedürfnis und Rechtshilfe. Empirische Ansätze im internationalen Vergleich. Westdeutscher Verlag: Opladen 1978 (= Jahrbuch für Rechtssoziologie und Rechtstheorie, Bd. 5).
- (Hrsg. mit Ekkehard Klausa, Hubert Rottleuthner): Alternative Rechtsformen und Alternativen zum Recht. Westdeutscher Verlag: Opladen 1979 (= Jahrbuch für Rechtssoziologie und Rechtstheorie, Bd. 6).
- (Hrsg.) Politik der inneren Sicherheit. Suhrkamp Verlag: Frankfurt 1980.
- (mit Jann Fiedler) Die Rechtsschutzversicherungen und der steigende Geschäftsanfall der Gerichte. J.C.B. Mohr: Tübingen 1981.
- (Hrsg. mit Kurt Lenk): Organisation und Recht. Organisatorische Bedingungen des Gesetzesvollzugs. Westdeutscher Verlag: Opladen 1981. (= Jahrbuch für Rechtssoziologie und Rechtstheorie, Bd. 7).
- (Hrsg. mit Udo Reifner): Rechtsberatung – Soziale Definition von Rechtsproblemen durch Rechtsberatungsangebote. Luchterhand: Neuwied 1982.
- Het idee van een maatschappij zonder recht. Vrije Universiteit: Amsterdam 2002.
- (Hrsg. mit Rüdiger Voigt: Implementation von Gerichtsentscheidungen. Westdeutscher Verlag: Opladen 1987 (= Jahrbuch für Rechtssoziologie und Rechtstheorie, Bd. 8).
- (Hrsg.) Prozessflut – Indikatorenvergleich von Rechtskulturen auf dem europäischen Kontinent. Bundesanzeiger: Köln 1988.
- (Hrsg. mit Dieter Leipold, Christian Wollschläger): Neue Wege im Zivilverfahren. Bundesanzeiger: Köln 1991.
- (mit Freek Bruinsma): Dutch Legal Culture. Kluwer: Deventer 1991.
- Mobilisierung des Rechts – Eine Einführung in die Rechtssoziologie. Springer: Heidelberg 1995.
- (Hrsg. mit Johannes Feest): Changing Legal Cultures. IISL: Onati 1997.
- Legal Culture in Five Central European Countries. Den Haag: WRR 2000.

## Neuere Aufsätze
- Der Querulant als soziale Konstruktion. In: Dieter Strempel/Theo Rasehorn (Hrsg.)Empirische Rechtssoziologie. Gedenkschrift für Wolfgang Kaupen. Nomos: Baden-Baden 2002, 203-212.
- (mit Bert Niemeijer) "Warum brauchen wir ein Verfassungsgericht?". Die niederländische Diskussion im Lichte der deutschen Erfahrung. In: Migratierecht en rechtsociologie. Liber Amicorum Prof. C.A. Gronendijk. Wolf Legal Publ.: Nijmegen 2008, 303-310.
- Opportunistisches Recht, die Coffeeshops. Von der Duldung weicher Drogen in den Niederlanden, der unbewältigten Regulierung von Angebot und Produktion sowie der Kontrolle des Mekka-Effekts. In: Betrifft Justiz, 2009, 119-123.
- Einführungen zur Rechtssoziologie als zeitgemäße Modelle von Gesellschaft. In: Zeitschrift für Rechtssoziologie 32 (2011), 243-257.
- Failures of war tribunals : from Leipzig, Nuremberg, and Tokyo to Milosevic and Saddam Hussein. 2011. In: Law, society and history : themes in the legal sociology and legal history of Lawrence M. Friedman / Robert W. Gordon and Morton J. Horwitz (eds.). -- Cambridge; New York : Cambridge University Press, 2011, 137-145.
- Push and pull of judicial demand and supply. In: Michele und Henrik Schmiegelow (Hrsg.) Institutional competition between common law and civil law: theory and policy. Springer: Heidelberg 2014, 299-322.
- Mobilization of the German Federal Constitutional Court. In: Ralf Rogowski und Thomas Gawron (Hrsg.) Constitutional Court in Comparison: The US Supreme Court and the German Federal Constitutional Court. Berghahn: New York/Oxford 2016, 92-108.

## Über Erhard Blankenburg
- Obituary von Johannes Feest, in: Newsletter of the Research Committee on Sociology of Law
- Nachruf von Klaus F. Röhl: Rechtssoziologie-Blog, 2018
- Nachruf von Vincenzo Ferrari: "Erhard Blankenburg: in memoriam". In: Oñati-IISL eNewsletter, No. 54 (April 2018).
- Jürgen Brand/Dieter Strempel (Hrsg.) Soziologie des Rechts. Festschrift für Erhard Blankenburg zum 60. Geburtstag. Baden-Baden: Nomos 1998.
- Helmut Morasch:Blankenburg im Internet. Virtuelle Formen zur Zukunft der Rechtssoziologie. In: Festschrift (s.o.), 1-10.
- Thomas Raiser: Die Entstehung der Vereinigung für Rechtssoziologie. In. Festschrift (s.o.),11-18.
- Theo Rasehorn: Ein Richter fiel unter die Rechtssoziologen. Erinnerungen an Erhard Blankenburg und andere Rechtssoziologen. In: Festschrift (s.o.), 19-28.
- Dieter Strempel: Erhard Blankenburg – ein Paradigma für die gesamte Rechtssoziologie: inhaltlich erfolgreich, institutionell erfolglos. In: Festschrift (s.o.), 29-42.
- Pieter Ippel: The Morality of Empiricism. In: Festschrift(s.o.), 79-87.
- Ralf Rogowski: Nachruf auf Erhard Blankenburg (1938–2018). In: Zeitschrift für Rechtssoziologie. Band 38, Nr. 1, 2018, ISSN 0174-0202, S. 168–172, doi:10.1515/zfrs-2018-0013 (degruyter.com).